# Groupement de recherche et d'études pour la civilisation européenne
El Groupement de recherche et d'études pour la civilisation européenne (Grupo de Investigación y Estudios para la civilización europea), conocido también con el acrónimo de GRECE (Grèce es Grecia en francés), es un movimiento político de origen francés. Es una "sociedad de pensamiento con vocación intelectual" (o "comunidad de trabajo y pensamiento") fundada en enero de 1968 por cuarenta militantes miembros del movimiento de la Nouvelle Droite encarnado por otros movimientos como Europe-Action, la revista y el círculo animado por Dominique Venner y Jean Mabire, la Fédération des étudiants nationalistes (FEN - Federación de Estudiantes Nacionalistas), el Mouvement national du progrès (MNP - Movimiento National del Progreso) o el Rassemblement européen pour la liberté (REL - Agrupación europea por la Libertad).

## Historia

### Creación e inicios
Desde la primera reunión nacional llevada a cabo los días 4 y 5 de mayo de 1968, los estatutos son oficialmente depositados en la Prefectura de los Alpes Marítimos el 17 de enero de 1969. Entre sus fundadores, el periodista y escritor francés Alain de Benoist es el que ha conseguido mayor notoriedad. En la línea de Dominique Venner que, a consecuencia de su manifiesto titulado "Pour une critique positive" (1962), hizo constancia del desajuste real entre las aspiraciones de los franceses y el carácter desfasado de las proposiciones de las organizaciones activistas. Quería, de hecho, "combatir más a través de las ideas y la astucia, que a través de la fuerza"». Alain de Benoist y sus amigos desearon crear un polo intelectual destinado a influenciar la derecha francesa por la elaboración de "una nueva cultura de derecha" capaz de afrontar la "problemática dominante"», mezcla de cultura judeocristiana e ideología marxista.
Por todo esto, un largo periodo de reflexión y maduración se hace necesario, periodo durante el cual se abandona el campo de la política propiamente dicho. Será aprovechado por los que apelan a una "metapolítica", definido como "el dominio de los valores que no sustituyen a la política, en el sentido tradicional del término, pero que hacen una incidencia directa sobre la constancia o la ausencia del consenso social regido por la política"».
El GRECE, que cuenta en su seno con periodistas y universitarios, articula lo esencial de sus actividades en torno a una revista adoctrinante, fundada en 1974, "Études et recherches", y en torno también de las revistas "Nouvelle École" (cuyo primer número dato de febrero-marzo de 1968) y "Éléments pour la civilisatión européenne" (fundada en 1973). En septiembre de 1976 numerosos miembros del GRECE fundan las "Éditions Copernic": estas publican los escritos de autores afiliados, entre los que destacan historiadores, psicólogos y filósofos del siglo XX considerados como los "precursores" (como Louis Rougier, Oswald Spengler, Hans Eysenck o Julius Evola).
Durante la primera década de existencia del GRECE, sus responsables se esforzaron por establecer y extender sus redes de penetración en las élites: de esta forma organizaron conferencias y seminarios tanto en París como en la provincia ("¿Qué es la metapolítica?" en noviembre de 1968, "La cuestión de los valores" en mayo de 1970, "Moral de ayer, ética de mañana" en octubre de 1971, "¿Tiene la historia un sentido?" en octubre de 1973, "Des élites pour quoi faire?" en enero de 1975, "Las ilusiones de la legalidad" en diciembre de 1977, etc.). Los "campos de reflexión" recuerdan a los de la FEN. Son apoyados en otros lugares por organizaciones "amigas", no integradas en el organigrama del GRECE pero próximas a él por las personalidades que lo frecuentan o la temática que se aborda: encontramos el círculo Pareto en el Instituto de Estudios Políticos de París, el círculo "Galilée" en Dijon, el círculo "Jean Medecin" en Niza, el círculo "Henry de Montherlant" en Burdeos, el CLOSOR (Comité de conexión de oficiales y suboficiales en reserva), el GENE (Grupo de estudios para una nueva educación), etc. Descendientes del "Cercle Erasme", crean en 1971 una rama belga del GRECE (con su antiguo dirigente, Georges Hupin). Tratan de investir los órganos de la prensa implantados en el público al que ellos se proponen convencer. Los miembros del GRECE entraran en dos publicaciones del grupo "Bourgine": "Valeurs actuelles" y "Spectacle du monde".
En septiembre de 1977, con la llegada de Louis Pauwels a la cabeza de los servicios culturales de Le Figaro, el antiguo director de "Planète" va a permitir a las temáticas grecistas el ser conocidas entre el gran público: Le Figaro Magazine semanario con una fuerte difusión creado en octubre de 1978. Desde su creación figura Patrice de Plunkett, nombrado redactor jefe adjunto, Jean-Claude Valla, Yves Christen, Christian Durante, Michel Marmin, Grégory Pons, todos miembros del GRECE. Si la existencia de otras corrientes de pensamiento en el seno del Figaro Magazine no permitió hacer una especie de antena mediática del GRECE, la influencia que ha ejercido hasta 1981 en el núcleo duro de la Nouvelle Droite ha sido considerable.
El GRECE y el "Club de l'Horloge", club de reflexión liberal, fue objeto de una hostil campaña de prensa en 1979, denunciado en la galaxia de la Nouvelle Droite como el resurgimiento de una "nueva extrema derecha". Sin embargo, las dos asociaciones han adquirido objetivos y estatus muy diferentes, y no cuentan que han tenido algunos miembros en común (Yvan Blot, presidente del "Club de l'Horloge", fue durante un tiempo miembro del GRECE). Otras campañas hostiles continuaron sobre el mismo tema durante los años 1980 y 1990, relevados entre otros por Le Monde, "Le Canard enchaîné", "Libération". El GRECE en su mayor apogeo a finales de los años 70, llegó a contar con cerca de 4000 afiliados.

### Los cruciales años de 1980
Después de "el verano de la Nueva Derecha" y el distanciamiento consecutivo de los grecistas del Fígaro magazine, el GRECE empieza poco a poco, durante el transcurso de los años 80 un cierto reajuste. Alain de Benoist atrae más voluntarios con tesis "tercermundistas", antiliberales y antiamericanistas. Algunos de sus miembros se encuentran en torno a la efímera Magazine hebdo, lanzada en 1983 por Alain Lefebvre, director del grupo Media, de "L'Histoire Magazine". Muchos de los miembros históricos del movimiento lo abandonan, como Pierre Vial que reúne al "Front national", o Guillaume Faye, que inicia una carrera en la prensa o como animador de la radio libre Skyrock antes de volver a la política en 1998 para defender las tesis radicales que chocan, de aquí en adelante, con las posiciones más consensuadas de Alain de Benoist.
Entre 1987 y 1991, Jacques Marlaud, ensayista y universitario en Lyon, asume la presidencia, en sucesión del profesor Jean Varenne. En un intento de respuesta Jean Daniel ("Nouvel Observateur", 17 de mayo de 1990), precisa las diferencias (crítica del judeocristianismo, la ética pagana, europeísmo, regionalismo, etc.)que vuelve, según él, inaceptable el comparar la Nueva Derecha, encarnada por el GRECE, con la Derecha nacionalista y católica, que conviene en llamar extrema derecha. 
El GRECE centra la mayor parte de su trabajo en una crítica del liberalismo y de la globalización. Algunos de sus contribuidores manifiestan su aversión hacia el "Front National", al que se le reprocha su tendencia a la xenofobia y su liberalismo conservador. Esta evolución conduce, a veces, a algunos a emplazar al GRECE en la izquierda política, aunque esta asociación le resta mucha importancia a las tesis universalistas y al "mito igualitario".

«A mis ojos, el enemigo no es "la izquierda" o "el comunismo", menos aún "la subversión", sí lo son las ideologías igualitarias cuyas formulaciones, religiosas o laicas, metafísicas o que pretenden ser "científicas", no han cesado de florecer desde hace dos mil años, cuyas "ideas de 1789" no han marcado una etapa y cuya subversión actual y el comunismo son el inevitable resultado.»

Además, se le reprocha igualmente a la "derecha francesa" una práctica constante de "terrorismo intelectual"». Al contrario, desde diarios como "Le Monde", "Liberation" o "L'Humanité" se muestra al GRECE como una "oficina de la extrema derecha". El GRECE rechaza estas etiquetas y contesta incluso en numerosos artículos la pertinencia de su jerarquización izquierda-derecha.

## Temas y orientaciones

### Civilización, antropología, historia
El GRECE se distingue por un marcado interés por la cultura e historia (pre)-indo-europeas. Regularmente difunde artículos sobre arqueología, las civilizaciones o los mitos constitutivos de las culturas europeas, en particular sobre los mitos célticos, germánicos y nórdicos que constituyen su fondo más rico. Su estudio de las tradiciones europeas le conduce a elaborar un discurso de rechazo del cristianismo y del monoteísmo, considerados como una fuente de implantación tardía. 
En cambio, el GRECE fomenta una reflexión profunda sobre el paganismo. Esta actitud se articula sobre la crítica de la "segunda religiosidad", por lo que termina elaborando una aproximación filosófica al paganismo, por oposición directas a las prácticas tipo "new-age", neo-druidistas o de carácter ocultista-esotéricas.

### Filosofía, ciencia y sociedad
Las revistas del GRECE publican igualmente numerosos artículos de filosofía política, comentarios de actualidad o análisis literarios sobre temas y autores varios: Carl Schmitt, Julien Freund, Vilfredo Pareto, Konrad Lorenz, Ernst Jünger, el comunismo, el liberalismo, el nacionalismo y la cuestión identitaria, la cuestión religiosa, las economía no-ortodoxa, la física, la biología, la etología, el (anti)racismo, etc.
Durante estos últimos años, el GRECE ha desarrollado una idea de Europa como potencia políticamente independiente que se libera del yugo americano y del neoliberalismo, el cual representa el "enemigo principal", encarnando "la ideología dominante de la sociedad, que fue la primera en aparecer y será la última en desaparecer". Se profundiza en alternativas como la ecología, el comunitarismo, el "populismo", el localismo, el decrecimiento, etc. y va añadiendo nuevos autores sobre los que elaborar la crítica de Occidente y las alternativas necesarias: Rousseau, Althussius, Marx, Christopher Lasch, Jean-Claude Michéa, Maxime Laguerre, Jacques Ellul, Slavoj Zizek, Serge Latouche, Simone Weil, Hannah Arendt, etc.
En febrero de 1999, en el número 94 de la revista 'Éléments, el GRECE publica bajo la firma de Robert de Herte, editorialista, y de Charles Champetier, redactor jefe, una síntesis de sus posiciones bajo el título "La Nueva Derecha en el año 2000". Se presenta como "el primer manifiesto de la Nueva Derecha".

## Publicaciones
El GRECE está ligado a tres revistas: Éléments, Nouvelle École (publicadas por "Éditions du Labyrinthe") y Krisis. También publica las Actas de sus « coloquios nacionales » anuales.